# Elisabeth Gerlach
Julia Elisabeth Alma Ingegerd Gerlach, född von Mentzer den 26 november 1917 i Oscars församling, Stockholm, död den 4 december 1989 i Ratzeburg, Schleswig-Holstein, Tyskland, var en svensk målare och inredningsarkitekt.
Elisabeth Gerlach var dotter till ryttmästaren Ragnar von Mentzer och Elisabeth Gerlach, dotter till Hugo Gerlach, samt från 1939 gift med moderns kusin docenten Günther Gerlach. Hon var under 15 års tid bosatt i Italien där hon studerade vid Regia Accademia di Brera i Milano 1935–1936 och vid Regia Accademia dell'Arte i Rom 1936–1937. Hennes konst består av stilleben, porträtt och figursaker i pastell eller akvarell.